# 725
| 725                |
| ------------------ |
| Dødsfald - Fødsler |
|                    |

| Gregoriansk kalender | 725 DCCXXV              |
| Ab urbe condita      | 1478                    |
| Armensk kalender     | 174 ԹՎ ՃՀԴ              |
| Kinesiske kalender   | 3421 – 3422 甲子 – 乙丑 |
| Etiopisk kalender    | 717 – 718               |
| Jødisk kalender      | 4485 – 4486             |
| Hindukalendere       |                         |
| - Vikram Samvat      | 780 – 781               |
| - Shaka Samvat       | 647 – 648               |
| - Kali Yuga          | 3826 – 3827             |
| Iransk kalender      | 103 – 104               |
| Islamisk kalender    | 106 – 107               |

## Begivenheder
- ca. dette år grundlægges Ribe